# Ave acuática

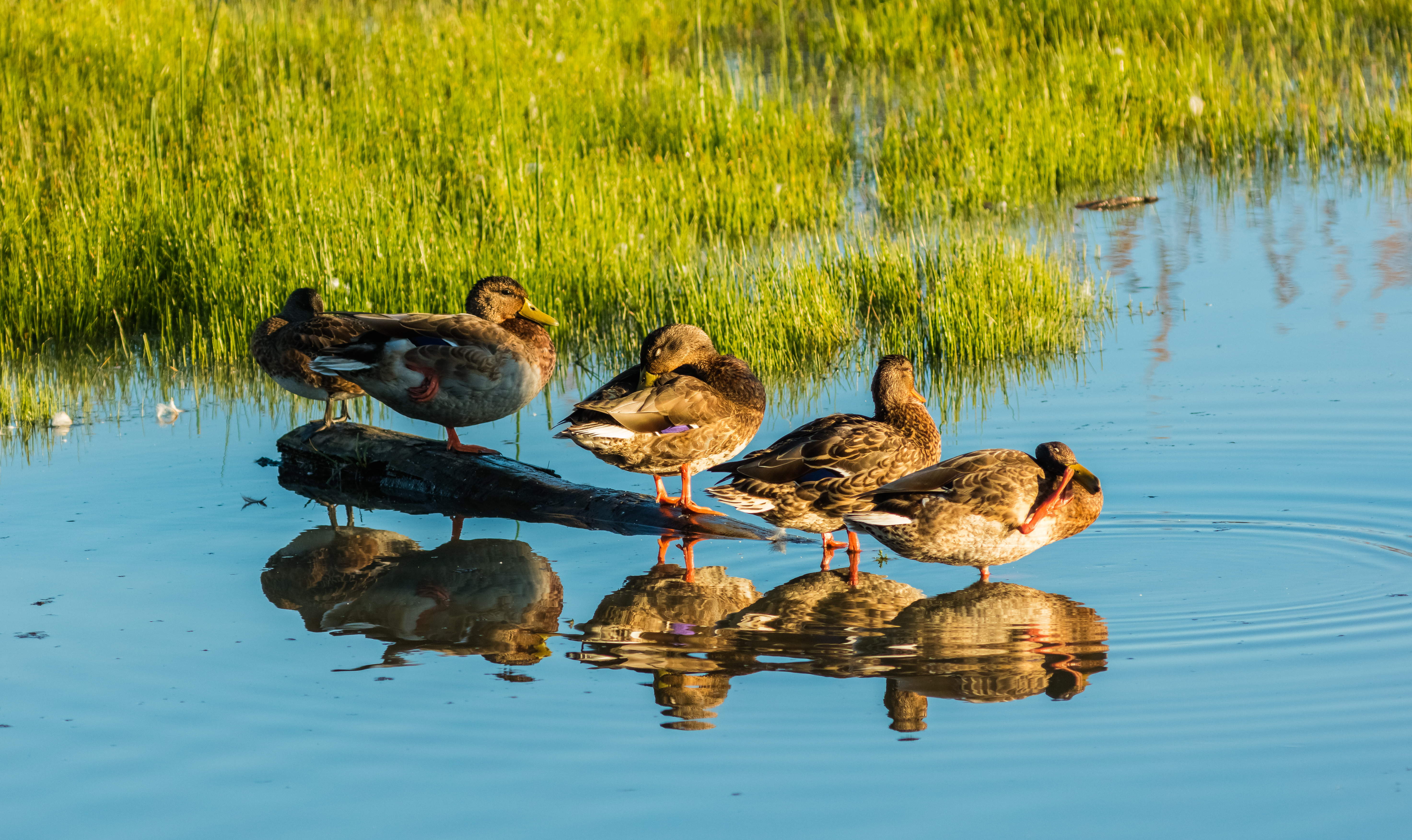
Grupo de ánades reales (Anas platyrhynchos)

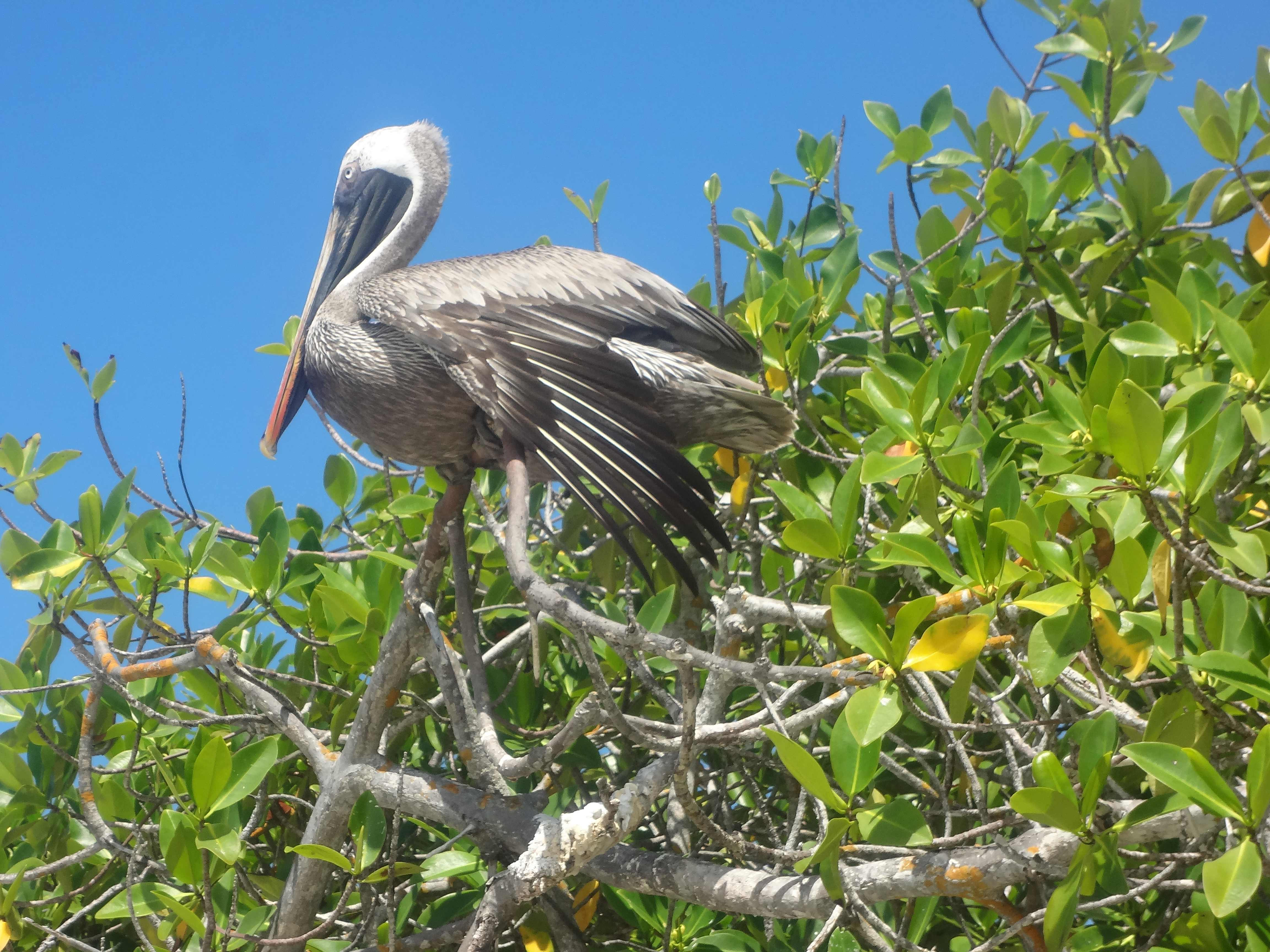
Pelícano pardo (Pelecanus occidentalis), Bahía Tortuga (Isla Santa Cruz, Galápagos)

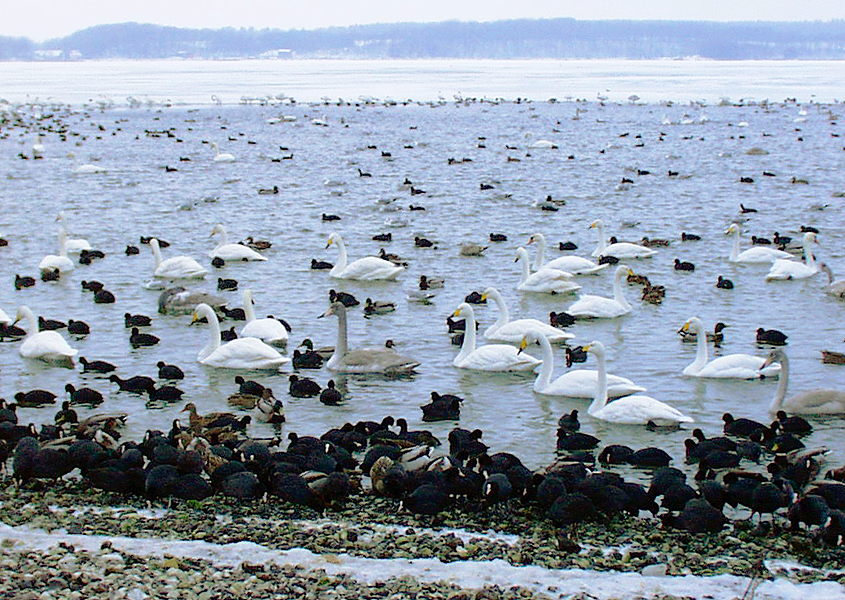
El fiordo de Mariager, en Dinamarca, es un refugio para muchas aves acuáticas en invierno.

Se denomina aves acuáticas a aquellas especies de aves cuyo hábitat se limita fundamentalmente a las zonas húmedas o a las masas de agua. Por lo general, este término se aplica sólo a las aves que habitan en masas de agua dulce o salobre, incluidas las marismas, las lagunas y otras aguas costeras restringidas, mientras que el término ave marina se suele utilizar para designar a las que prefieren el mar abierto.

## Concepto
La clasificación no es inequívoca, ya que entre las aves acuáticas se encuentran especies con diferentes grados de dependencia de los hábitats acuáticos, desde especies que toleran bien la ausencia de agua hasta especies que dependen estrictamente de la existencia de aguas profundas y extensas.
Las aves acuáticas se caracterizan generalmente por la presencia de adaptaciones anatómicas al medio acuático, como patas con una membrana interdigital, patas alargadas, alas adaptadas para nadar, picos largos o en forma de espátula adaptados para alimentarse en el agua y la capacidad de bucear y nadar bajo el agua durante períodos más o menos largos. Por otra parte, al carecer de tales adaptaciones anatómicas a pesar de depender estrictamente de los hábitats acuáticos, las águilas pescadoras y las especies de águilas del género Haliaeetus no suelen incluirse entre las aves acuáticas.
A veces, el término ave acuática se utiliza en un contexto más amplio, para referirse a todas las aves, cualquiera que sea su anatomía, que habitan en humedales o masas de agua dulce o salobre, o que dependen de las cadenas tróficas existentes en ellos durante al menos una parte de su ciclo anual. Este término se utiliza en este último sentido en el Acuerdo sobre la Conservación de las Aves Acuáticas Migratorias Afroeuroasiáticas (AEWA).
Algunos ejemplos de aves acuáticas son:
- Charadriiformes
- Anseriformes (patos, gansos, cisnes y aves similares)
- Podicipediformes
- Gaviiformes
- Ciconiiformes (cigüeñas, garzas y aves similares)
- Pelecaniformes (pelícanos)
- Phoenicopteriformes